# (374354) Pesquet
Pour les articles homonymes, voir Pesquet.
(374354) Pesquet est un astéroïde de la ceinture principale.

## Description
(374354) Pesquet est un astéroïde de la ceinture principale. Il fut découvert le 30 octobre 2005 à Nogales (Arizona) par Jean-Claude Merlin. Il présente une orbite caractérisée par un demi-grand axe de 2,62 UA, une excentricité de 0,23 et une inclinaison de 0,4° par rapport à l'écliptique.
Il est nommé d'après le spationaute français Thomas Pesquet.